# Golfe de Kutch
Pour les articles homonymes, voir Kutch.
Le golfe de Kutch est un bras de la mer d'Arabie situé sur la côte occidentale de l'Inde, dans l'État du Gujarat.
Long d'environ 160 km, il sépare le Kutch de la péninsule du Kâthiâwar. La Rukmavati y a son embouchure.